# Heinrich Grimm (Theologe)
Heinrich Grimm (* 20. August 1896 in Groß Thurow; † 10. Februar 1963 in Osnabrück) war ein deutscher lutherischer Theologe und Kommunalpolitiker.

## Leben
Grimm studierte evangelische Theologie an den Universitäten Göttingen und Tübingen und bestand 1920 die erste theologische Prüfung. 1921 bis 1923 besuchte er das Predigerseminar Erichsburg. 1923 schloss er seine Studien in Göttingen als Lic. theol. ab. Nach der Ordination (1924) war er von 1925 bis 1929 Pastor in Meine, 1930 bis 1935 Pastor beim Landesverband für Innere Mission. Hier leitete er insbesondere die kirchliche Öffentlichkeitsarbeit und die Weltanschauungsarbeit. Zudem war er Geschäftsführer des Landeselternbundes. 1935 wurde Grimm Superintendent des Kirchenkreises Springe, 1948 Stadtsuperintendent in Osnabrück. Am 10. Februar 1963 ist er dort verstorben.
Neben seiner dienstlichen Tätigkeit war Grimm von 1925 bis 1949 Vorsitzender des Wissenschaftlichen Predigervereins und – als Nachfolger von Paul Wachsmuth – von 1935 bis 1953 Vorsitzender der Hauptgruppe des Gustav-Adolf-Vereins.
Von 1948 bis 1963 gehörte Heinrich Grimm der Landessynode der Evangelisch-lutherischen Landeskirche Hannovers an und war dort von 1946 bis 1962 Vorsitzender des Finanzausschusses und Leiter des Synodalbüros.

## Politische Ämter
Für die DHP/BHE war Grimm von 1946 bis 1948 Mitglied des Kreistages und des Stadtrats von Springe.

## Veröffentlichungen
- mit Roswitha Poppe: Der Altar in der Marienkirche zu Osnabrück. Osnabrück 1956